# Bélina Josselyn
Pour les articles homonymes, voir Belina (homonymie).
Bélina Josselyn est un cheval de course trotteur français né le 4 avril 2011, fille de Love You et Lézira Josselyn, par Workaholic. Élevée par Pascal Bernard, son propriétaire, elle est entraînée et drivée par Jean-Michel Bazire.

## Carrière de courses

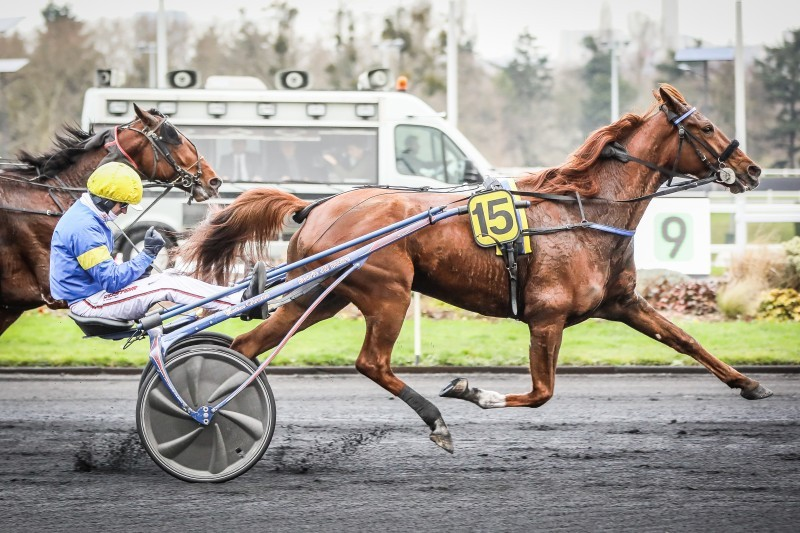
Prix de Belgique 2020

Née le 4 avril 2011 au Haras du Bois Josselyn, à Chailloué dans l'Orne, Bélina Josselyn obtient sa qualification à l'été de ses 2 ans mais ne débute qu'en février 2014. Elle est alors sous la responsabilité de Hédi Le Bec, l'entraîneur particulier de l'écurie Bernard où il est chargé de façonner les jeunes chevaux, et gagne à Enghien à l'été. La carrière de la pouliche connaît une longue parenthèse, elle disparaît des programmes d'août 2014 à avril 2015, où elle réapparait cette fois sous l'entrainement de Jean-Michel Bazire. Dès lors, la pouliche ne cesse de gravir les échelons et, à la fin de son année de 4 ans, s'impose pour la première fois au niveau des groupes, dans le Prix Ariste Hémard. Caractérielle, elle réalise un meeting d'hiver presque parfait, quatre victoires en six sorties, quatre groupe 2, mais deux échecs dans les groupe 1 : elle est distancée pour avoir pris le galop dans le Critérium Continental puis le Prix de Sélection. Néanmoins la belle alezane, qui se distingue par son allure particulièrement élégante, fait désormais partie de l'élite du trot français. 

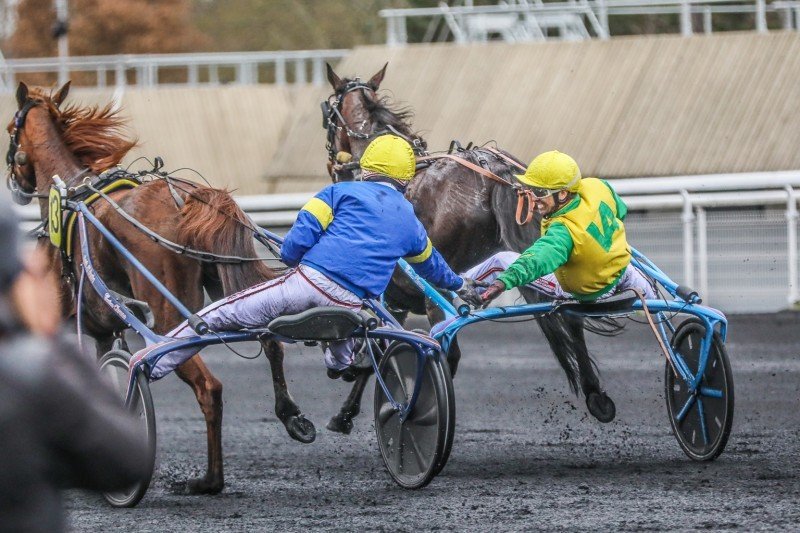
Arrivée du Prix de Paris 2020 : Jean-Michel Bazire, au sulky de Bélina Josselyn, félicité par Éric Raffin au sulky de Tony Gio

En 2016, Bélina Josselyn semble encore toute neuve à l'aube de ses cinq ans, tandis que la vedette de sa génération, le crack Bold Eagle, a déjà pris le pouvoir face aux chevaux d'âge en remportant un premier Prix d'Amérique. Les deux meilleurs éléments d'une génération qui en compte d'autres, comme Billie de Montfort ou Bird Parker, s'affrontent pour la première fois à la fin de l'été, dans le Prix Jockey puis dans le Critérium des 5 ans. Les deux fois, c'est Bold Eagle qui a le dernier mot, mais la victoire de Bélina Josselyn dans le Prix d'Été, pour sa première sortie face aux vieux, prouve qu'il faudra désormais compter avec elle dans les épreuves inter-générations. Au début du meeting d'hiver 2016/2017, la jument renoue avec ses mauvaises habitudes, trois disqualifications en quatre sorties, mais une belle victoire dans le Prix Ténor de Baune. La voilà prête pour disputer un premier Prix d'Amérique mais, encore une fois, si elle se montre sage, elle ne peut rien contre un Bold Eagle impérial. Elle termine son meeting sur une quatrième place dans le Prix de Paris.
Plus discrète durant l'année 2017, ne remportant que deux courses dont le Prix Chambon P, Bélina Josselyn fait une préparation en demi-teinte pour le Prix d'Amérique, où elle échoue cette fois au pied d'un podium de luxe composé de Readly Express, Bold Eagle et Propulsion. Mais quinze jours plus tard elle trouve enfin la consécration au niveau groupe 1 en prenant sa revanche dans le Prix de France, dans lequel elle défait pour la première fois Bold Eagle, à la lutte, et relègue Propulsion à la troisième place. Pour conclure son meeting, elle manque de peu un beau doublé dans le Prix de Paris, battue par Bird Parker. Moins souvent distancée, Bélina Josselyn enchaîne les bonnes performances au cours de l'année 2018, et après des préparatoires disputées prudemment, se présente en 2019 au départ de son troisième Prix d'Amérique, avec de grandes ambitions. Cette fois, ce sera la bonne : face à un Bold Eagle sur le déclin, elle domine l'outsider norvégien Looking Superb ainsi que Readly Express, la nouvelle vedette Davidson du Pont, Propulsion et Bold Eagle pour s'adjuger le titre suprême. Distancée ensuite dans le Prix de France, elle remporte le Prix de Paris, s'offrant ainsi deux des trois plus grandes épreuves de l'hiver à Vincennes.
Âgée de huit ans, Bélina Josselyn axe désormais toute son année vers le meeting hivernal, se contentant d'un rôle de figurante jusqu'au Prix de Belgique, où elle se rappelle par une victoire au bon souvenir de ses adversaires. Mais elle est dépossédée de son titre dans le Prix d'Amérique par ses cadets, terminant troisième derrière la nouvelle terreur de Vincennes, le jeune Face Time Bourbon, et Davidson du Pont. Distancée dans le Prix de France, elle s'offre quand même une apothéose en remportant un second Prix de Paris. Son entourage décide alors de mettre un terme à sa carrière, profitant de cette sortie par la grande porte.

### Palmarès

#### Groupe 1
- Prix d’Amérique (2019)
- Prix de France (2018)
- Prix de Paris (2019, 2020)
- 2e Critérium des 5 ans (2016)
- 2e Prix d’Amérique (2017)
- 2e Prix de l'Atlantique (2018)
- 2e Prix de Paris (2018)
- 3e Prix d’Amérique (2020)
- 3e Prix René Ballière (2018)
- 4e Prix d’Amérique (2018)
- 4e Prix de Paris (2017)

#### Groupe 2
- Prix Ariste Hémard (2015)
- Prix d'Été (2016)
- Prix Robert Auvray (2016)
- Prix Ovide Moulinet (2016)
- Prix Jean Le Gonidec (2016)
- Prix de Croix (2016)
- Prix Ténor de Baune (2016)
- Prix Chambon P (2017, 2018)
- Prix de Belgique (2020)
- 2e Prix Jockey (2016)
- 2e Prix du Bourbonnais (2017)
- 3e Prix Henri Levesque (2016)
- 3e Prix Kerjacques (2017, 2018)

## Au haras
Devenue poulinière, Bélina Josselyn donne en avril 2021 un premier rejeton, une pouliche nommée Liza Josselyn, issue du crack Ready Cash, double vainqueur du Prix d'Amérique et numéro 1 des étalons, père notamment de Bold Eagle et Face Time Bourbon.
Production :
- 2021 : Liza Josselyn (f, Ready Cash) ;
- 2022 : Mythique Josselyn (m, Ready Cash) ;
- 2023 : Nodessa Josselyn (f, Ready Cash, vendue 740 000 € yearling, record d'Europe) ;
- 2024 : Olivia Josselyn (f, Ready Cash).

## Origines
| Origines de Bélina Josselyn, jument, bai. | Origines de Bélina Josselyn, jument, bai. | Origines de Bélina Josselyn, jument, bai. | Origines de Bélina Josselyn, jument, bai. |
| ----------------------------------------- | ----------------------------------------- | ----------------------------------------- | ----------------------------------------- |
| Père Love You                             | Coktail Jet                               | Quouky Williams                           | Fakir du Vivier                           |
| Père Love You                             | Coktail Jet                               | Quouky Williams                           | Dolly Williams                            |
| Père Love You                             | Coktail Jet                               | Armbro Glamour                            | Super Bowl                                |
| Père Love You                             | Coktail Jet                               | Armbro Glamour                            | Speedy Sug                                |
| Père Love You                             | Guilty of Love                            | And Arifant                               | Sharif di Iesolo                          |
| Père Love You                             | Guilty of Love                            | And Arifant                               | Infante d'Aunou                           |
| Père Love You                             | Guilty of Love                            | Amour d'Aunou                             | Speedy Somolli                            |
| Père Love You                             | Guilty of Love                            | Amour d'Aunou                             | Nesmile                                   |
| Mère Lézira Josselyn                      | Workaholic                                | Speedy Crown                              | Speedy Scot                               |
| Mère Lézira Josselyn                      | Workaholic                                | Speedy Crown                              | Missile Toe                               |
| Mère Lézira Josselyn                      | Workaholic                                | Ah So                                     | Speedy Count                              |
| Mère Lézira Josselyn                      | Workaholic                                | Ah So                                     | Lalita Hanover                            |
| Mère Lézira Josselyn                      | Quezira                                   | Patara                                    | Gutemberg A                               |
| Mère Lézira Josselyn                      | Quezira                                   | Patara                                    | Francette                                 |
| Mère Lézira Josselyn                      | Quezira                                   | Ezira                                     | Fandango                                  |
| Mère Lézira Josselyn                      | Quezira                                   | Ezira                                     | Queen Hera                                |